# Kerolin
Kerolin Nicoli Israel Ferraz, surnommée Kerolin, née le 17 novembre 1999 à Bauru au Brésil, est une footballeuse internationale brésilienne qui évolue au poste d'attaquante à Manchester City.

## Biographie

### Jeunesse
Après sa naissance à Bauru, sa famille s'installe à Campinas. Kerolin est l'aînée d'une fratrie de cinq enfants, élevés par sa mère célibataire. Elle commence à jouer au football avec ses cousins et s'entraine à dribbler avec un pitbull. À 11 ans, on lui diagnostique une ostéomyélite, et elle est proche de se faire amputer une jambe.

### 2016-2019: les débuts au Brésil
Kerolin est appelée en sélection des moins de 17 ans, avec qui elle dispute la Coupe du monde 2016. Elle participe ensuite à la Coupe du monde des moins de 20 ans en 2018.
En 2018, elle réalise une excellente saison avec Ponte Preta, atteignant les quarts de finale en championnat. Ces performances lui valent un contrat avec Palmeiras et une pré-convocation en équipe nationale, à quelques mois de la Coupe du monde en France.

### 2019-2020: la suspension pour dopage
En janvier 2019, elle est contrôlée positive à la GW1516 et aux probénécides. Elle est suspendue deux ans, dont un qu'elle passe au chômage après la fin de son contrat avec Palmeiras. Elle doit alors faire face à des difficultés financières et psychologiques importantes. Fin 2020, elle est à nouveau convoquée par la sélectionneure du Brésil, Pia Sundhage, et peut participer aux entraînements de l'équipe nationale.

### Depuis 2021: l'envol à l'étranger
Après avoir purgé sa suspension, elle quitte le Brésil pour l'Europe et s'engage avec le Madrid CFF, où elle rejoint ses compatriotes Geyse, Mônica ou encore Antônia. Elle réalise une bonne saison et est convoquée en sélection pour le Tournoi de France, dont elle termine meilleure buteuse.
Un temps dans le viseur des Corinthians, vainqueurs de la Copa Libertadores, elle est finalement recrutée par le North Carolina Courage en NWSL, où elle est associée en attaque à sa coéquipière en équipe nationale Debinha. Elle débute avec le Courage en NWSL Challenge Cup et marque en finale, remportant la compétition elle est élue meilleure joueuse de la finale.

## Style de jeu
Kerolin peut jouer en tant qu'attaquante de pointe ou en ailière droite.

## Palmarès

### En club
North Carolina Courage
- NWSL Challenge Cup (1) :
  - Vainqueur en 2022

### En sélection
Brésil
- Tournoi International de Football de Manaus :
  - Vainqueur en 2021

### Distinctions personnelles
- Joueuse du mois en Primera Iberdrola en décembre 2021
- Meilleure joueuse de la finale de la NWSL Challenge Cup en 2022